# بخش سن-پول
بخش سن-پول (به فرانسوی: Arrondissement de Saint-Paul) یک بخش در فرانسه است که در رئونیون واقع شده‌است.